# Ruffec (Charente)
Ruffec város Nyugat-Franciaországban, a Poitou-Charentes régióban, a Charente folyó partján. Lakosainak száma 3394 fő (2022. január 1.). Ruffec Les Adjots, Barro, Bernac, Condac, La Faye, Taizé-Aizie és Courcôme községekkel határos.

## Népesség
A település népessége az elmúlt években az alábbi módon változott:
| Lakosok száma | 4157 | 4193 | 3893 | 3614 | 3489 | 3477 | 3410 | 3372 | 3370 | 3394 |
|               | 1968 | 1982 | 1990 | 2006 | 2013 | 2015 | 2017 | 2019 | 2020 | 2022 |

## Története
A város 963-ban jött létre, mikor II. Guillaume Taillefer  megkapta a királytól Ruffus vagy Ruffiacus területét a normannok elleni harci sikerei jutalmául.
1443-ban VII. Károly francia király is látogatást tett a városban. Fia, a későbbi XI. Lajos majdnem a folyóba fulladt, mikor hajókirándulásra indultak.
1891-ben éri el a vasút, amitől kezdve megindul máig tartó élénk fejlődése. Ma kiemelkedően fontos járási székhely és kereskedelmi központ.

## Látnivalói
- Szent-András román kori templom
- Vár
- Lavoir, azaz egykori folyóparti ruhamosó
- Aire de Rajallant, turistaközpont a Charente partján

## Testvérvárosai
- Pásztó, Magyarország
- Waldsee, Németország

## Külső hivatkozások
- Ruffec Város honlapja
- Dömsödi Gábor útja Ruffecbe[halott link]
- Pásztó és Ruffec közötti barátság[halott link]